# David Cuerva
David Cuerva Barroso (* 6. April 1991 in Madrid) ist ein spanischer Fußballspieler.

## Karriere
2010 wechselte David Cuerva von der U-19-Mannschaft in die C–Mannschaft vom FC Villarreal. Bei dem Club aus Villarreal spielte er bis Mitte 2011. Im Juli 2011 wechselte er zu Rayo Vallecano nach Vallecas, einem Stadtteil im Südosten von Madrid. Hier wurde er in der zweiten Mannschaft eingesetzt. Nach 62 Spielen wechselte er 2013 nach Elche zum Elche CF Ilicitano. Der Verein spielte in der dritten Liga des Landes, der Segunda División B. 2014 unterschrieb er einen Vertrag beim ebenfalls in der dritten Liga spielenden CD Toledo in Toledo. Im August 2014 nahm ihn Lorca FC unter Vertrag. Für den Drittligisten aus Lorca spielte er 33 Mal in der Segunda División B. Die Saison 2015/2016 spielte er beim Drittligisten CP Cacereño in Cáceres. Nachdem er mit dem Verein den 16. Tabellenplatz belegte, musste er in die vierte Liga, der Tercera División, absteigen. Nach dem Abstieg verließ er Cáceres und wechselte zum Drittligisten Linares Deportivo, einem Verein, der in Linares beheimatet ist. Für den Club absolvierte er 37 Spiele in der dritten Liga. Nach einem Jahr ging er nach Barakaldo und schloss sich dem Drittligisten Barakaldo CF an. 2019 verließ er Spanien und wechselte nach Asien. Der thailändische Club Nongbua Pitchaya FC aus Nong Bua Lamphu nahm ihn sechs Monate unter Vertrag. Der Verein spielte in der zweithöchsten Liga des Landes, der Thai League 2. Nach der Hinserie ging er nach Island, wo er von KA Akureyri unter Vertrag genommen wurde. Der Club aus Akureyri spielte in der ersten Liga des Landes, der Pepsideild. Für den Verein spielte er sechsmal in der ersten Liga. Ende 2019 unterschrieb er wieder einen Vertrag in Thailand, wo er sich dem Zweitligaaufsteiger Khon Kaen United FC aus Khon Kaen anschloss. Am Ende der Saison stieg der Verein als Tabellenvierter in die erste Liga auf. Nach 27 Zweitligaspielen verließ er im Mai 2021 den Verein und schloss sich dem Erstligaabsteiger Rayong FC an. Für den Klub aus Rayong absolvierte er 46 Zweitligaspiele und schoss dabei 20 Tore. Nach der Saison wurde sein Vertrag nicht verlängert. Im Juni 2022 wechselt er in die Hauptstadt Bangkok, wo er sich dem Zweitligisten Customs United FC anschloss. Mit dem Verein aus Samut Prakan wurde man am Ende der Saison 2022/23 Tabellendritter und qualifizierte sich somit für die Aufstiegsspiele zur ersten Liga. Hier musste man sich jedoch im Finale gegen den Uthai Thani FC geschlagen geben. Nach 35 Ligaspielen wechselte er im Juni 2023 zum ebenfalls in der zweiten Liga spielenden Chiangmai FC. Für den Verein aus Chiangmai bestritt er 17 Zweitligaspiele. Nach der Hinrunde wurde sein Vertrag im Januar 2024 nicht verlängert. Kurz vor Transferschluss unterschrieb er im Januar 2024 einen Vertrag bei seinem ehemaligen Verein Khon Kaen United. Für den Verein bestritt er zwölf Ligaspiele. Im Sommer 2024 wurde sein Vertrag bei dem Erstligisten nicht verlängert. Der Erstligaaufsteiger Rayong FC, bei dem er schon in der Saison 2021/22 unter Vertrag stand, nahm ihn im Juli 2024 wieder unter Vertrag. Nach sieben Ligaspielen, in denen er einen Treffer erzielte, wurde sein Vertrag im Dezember 2024 nicht verlängert.